# エンリキ・オスワルド
エンリキ・オスワルド（Henrique Oswald, *1852年4月14日 リオデジャネイロ – †1931年6月9日 リオデジャネイロ）はブラジルの外交官・作曲家・ピアニスト。「ブラジル近代芸術週間」宣言の後に、忘れられた存在となった。日本では、エンリケ・オスワルドと呼ばれることもある。

## 略歴
両親はヨーロッパからの移民であり、父ハンス・ヤーコプ・オシュヴァルト（Hans Jakob Oschwald（もしくは仏名でジャン＝ジャック・オスヴァール［Jean-Jacques Oswald］とも）, 1805年-1878年）がドイツ系スイス人、貴族のピアノ教師であった母カルロータ（Carlota）ことマリア・シャルロッタ・ルイーズ・オラーティア・カンタガッリ（Maria Charlotta Louise Oratia Cantagalli, 1816年-1903年）はイタリア人であった。オシュヴァルト姓からオスワルド姓への変更は、民族差別への懸念から行われた。
12歳になるまでに最初のリサイタルを開いており、16歳で、ヨーロッパ留学のために、告別演奏会を開いた。1868年よりフィレンツェにおいてピアニストのジュゼッペ・ボウナミーチに入門する。それからル・アーヴルで、後にジェノヴァでブラジル副領事を務める。
1881年に、フィレンツェ師範学校の校長オッターヴィオ・ガスペリーニの娘、ラウドミア・ガスペリーニ（Laudômia Gasperini）と結婚し、5児を儲けた。そのうち息子カルロス（Carlos Oswald, 1882-1971）は、リオデジャネイロで画家および彫刻家となった。
1902年に『フィガロ』紙主催のピアノ・コンクールにおいて優勝し、1903年から1906年までリオデジャネイロ国立音楽学校（Instituto Nacional de Música）の校長に就任した。その後ふたたび外交官に転身する。1911年よりリオデジャネイロで作曲家や教師として活動し、数多くの室内楽曲のほかに、交響曲やピアノ協奏曲、ヴァイオリン協奏曲、3つの歌劇を手懸け、さらにピアノ曲や歌曲を遺した。

## 註記
1. ↑  Henrique Oswald: A Biography of a Forgotten Brazilian Master by Fausto Borem de Oliveira
2. ↑  University of Akron's Brazilian Music collection